# Thomas Andrews
Thomas Andrews Junior (ur. 7 lutego 1873 w Comber, zm. 15 kwietnia 1912) – konstruktor statków, m.in. Titanica, na pokładzie którego zginął.
W 1884 trafił do Królewskiej Akademii w Belfaście. W wieku 16 lat opuścił szkołę i zaczął pracować w Harland and Wolff jako praktykant. W 1907 roku został mianowany dyrektorem zarządzającym i szefem departamentu Harland i Wolff. 24 czerwca 1908 roku ożenił się z Helen Barbour Reilly.
Podczas lat praktyki, nauki i pracy Andrews stał się bardzo lubiany w towarzystwie i wśród pracowników stoczni. Był odpowiedzialny w stoczni Harland and Wolff w Belfaście za budowę statków RMS Olympic i RMS Titanic. W czasie ewakuacji honorowo pozostał na statku. Ostatni raz miał być widziany ok. godz. 2:10 przy kominku w palarni I klasy. Jego ciało nigdy nie zostało znalezione.